# Episodi di Degrassi Junior High (prima stagione)
La prima stagione della serie televisiva Degrassi Junior High è stata trasmessa in anteprima in Canada dalla CBC Television tra il 18 gennaio 1987 e il 12 aprile 1987.
| nº | Titolo originale | Prima TV Canada  |
| -- | ---------------- | ---------------- |
| 1  | Kiss Me, Steph   | 18 gennaio 1987  |
| 2  | The Big Dance    | 25 gennaio 1987  |
| 3  | The Experiment   | 1º febbraio 1987 |
| 4  | The Cover-Up     | 8 febbraio 1987  |
| 5  | The Great Race   | 15 febbraio 1987 |
| 6  | Rumor Has It     | 22 febbraio 1987 |
| 7  | Best Laid Plans  | 1º marzo 1987    |
| 8  | Nothing to Fear  | 8 marzo 1987     |
| 9  | What a Night!    | 15 marzo 1987    |
| 10 | Smokescreen      | 22 marzo 1987    |
| 11 | It's Late        | 29 marzo 1987    |
| 12 | Parents' Night   | 5 aprile 1987    |
| 13 | Revolution!      | 12 aprile 1987   |